# ローヴェロ
ローヴェロ（伊: Lovero）は、イタリア共和国ロンバルディア州ソンドリオ県にある、人口約600人の基礎自治体（コムーネ）。

## 地理

### 位置・広がり
ソンドリオ県北東部に位置するコムーネ。ティラーノから東北東へ5km、ボルミオから南南西へ28km、県都ソンドリオから東北東へ28km、州都ミラノから北東へ117kmの距離にある。

#### 隣接コムーネ
隣接するコムーネは以下の通り。BSはブレシア県所属。
- エードロ (BS)
- セルニオ
- トーヴォ・ディ・サンターガタ
- ヴェルヴィオ

### 地勢・地形
- 河川：アッダ川

### 地震分類
イタリアの地震リスク階級 (it) では、3 に分類される
。

## 行政

### 山岳部共同体
広域行政組織である山岳部共同体「ヴァルテッリーナ・ディ・ティラーノ山岳部共同体」 (it:Comunità montana della Valtellina di Tirano) （事務所所在地: ティラーノ）を構成するコムーネの一つである。